# Русоов дукат
Русоов дукат (лат. Aloeides rossouwi, енгл. Rossouw's copper) је врста инсекта из реда лептира (Lepidoptera) и породице плаваца (Lycaenidae). 

## Распрострањење
Ареал врсте је ограничен на једну државу. Јужноафричка Република је једино познато природно станиште врсте.

## Угроженост
Ова врста се сматра рањивом у погледу угрожености врсте од изумирања.